# Natalina wesseliana
Natalina wesseliana е вид коремоного от семейство Rhytididae. Видът е световно застрашен, със статут Уязвим.

## Разпространение
Разпространен е в Южна Африка.